# João Domingues da Silva
João Domingos da Silva (Sertanópolis, 02 de abril de 1949 – São Paulo, 23 de setembro de 1969) foi um operário que militou pela Vanguarda Popular Revolucionária (VPR), Foi também dirigente da Vanguarda Armada Revolucionária Palmares, mais conhecida como VAR Palmares.
Morto durante a ditadura militar no Brasil, é um dos casos investigados pela Comissão da Verdade, um colegiado organizado pelo governo do Brasil para apurar mortes e desaparecimentos ocorridos durante o período.

## Biografia
João Domingos da Silva nasceu no município de Sertanópolis, no Paraná. Filho de Antonio José da Silva e Eliza Maria de Jesus, João tinha três irmãos: Iracema, José e Roque. Aos 10 anos, já vivendo em Jataizinho, ajudava o pai no trabalho com gado. Aos 12, trabalhava em um matadouro de Ibiporã. Aos 13, já vivendo em Osasco, São Paulo, passou a trabalhar em um açougue.

## Ditadura militar
Junto ao irmão Roque Aparecido da Silva, que também era militante da VAR Palmares, João foi um dos líderes da greve realizada em julho de 1968 que mobilizou cerca de 12 mil trabalhadores metalúrgicos de algumas das principais fábricas de Osasco. A partir daquele momento, começou a sofrer constantes ameaças de prisão e morte. Também foi citado em documentos dos órgãos de segurança do regime militar como participante do roubo a residência da amante do ex-governador paulista Adhemar de Barros. Nesta ocasião, segundo documentos oficiais, 2,8 milhões de dólares guardados em um cofre foram roubados.

## Prisão e morte
No início da madrugada do dia 30 de julho de 1969 João e o também militante da VAR Palmares Fernando Borges de Paula Ferreira foram abordados por policiais civis na Avenida Pacaembu, proximidades do Largo da Banana, em São Paulo. Segundo os documentos oficiais, os policiais suspeitaram do veículo. Fernando morreu na hora e João, mesmo baleado, conseguiu fugir para a casa da irmã Iracema, em Osasco, onde recebeu os primeiros socorros. Ainda segundo os documentos dos órgãos de segurança, três policiais ficaram feridos na operação. Ensanguentado, João atraiu a atenção de um guarda-noturno, que chamou a polícia. No mesmo dia, a casa foi cercada e Domingos foi preso, junto com a irmã, o cunhado e o irmão caçula José, na época com 14 anos. João foi levado pelos agentes do Departamento Estadual de Investigações Criminais (DEIC) ao Hospital das Clínicas, onde passou por uma delicada cirurgia sendo liberado em seguida, mesmo com a necessidade de uma internação em UTI.
Mesmo cientes do risco de vida que João Domingos corria, agentes do órgão de segurança o transferiram para o Hospital Geral do Exército (HGE), no Cambuci, onde foi submetido a interrogatórios e sessões de tortura. A Secretaria de Segurança Pública de São Paulo, no entanto, encaminhou “Relatório Especial de Informações nº 23”, do Quartel General do Exército em São Paulo, datado de 01 de agosto de 1969 onde narra o momento em que João foi preso e conta que fora submetido a “leve interrogatório devido ao seu estado de saúde”.
Antenor Meyer, ex-preso político, relata que foi preso em 3 de setembro de 1969 e, após passar por cirurgia no Hospital das Clínicas, foi transferido para o Hospital Geral do Exército, ficando no mesmo quarto que João Domingos da Silva. Ele afirma: “Durante os primeiros dias, ele ainda tinha forças para falar. As madres que davam atendimento aos doentes informaram-me dias antes do seu falecimento que ele não sobreviveria, pois o hospital não tinha recursos médicos suficientes para dar o tratamento que o estado clínico de João exigia. O atendimento se limitava à prescrição de soro e alimentos, como que aguardando o desenlace de João, que ocorreria alguns dias depois”.
Em 04 de agosto, passou por exame de corpo de delito. Assinado pelos médicos José Francisco de Faria e Abeylard de Queiroz Orsini, o laudo constata um único ferimento por arma de fogo na face anterior do hemitórax e vários ferimentos na região occiptal. A família o procurou insistentemente no Hospital Geral do Exército, mas os agentes negavam que ele estava detido ali.
Além do ferimento descrito no exame de corpo de delito, o laudo da necropsia inclui: cicatrizes cirúrgicas, úlceras e um ferimento por projétil na região do terço inferior das vértebras. 
Em depoimento concedido a Comissão dos Familiares dos Mortos e Desaparecidos Políticos nos dias 24/04/1996 e 30/04/1997 , a irmã de João Domingos da Silva, Iracema Marta dos Santos, disse que foi procurada por policiais apenas 33 dias após a prisão do irmão para vê-lo e autorizar uma cirurgia, quando seu estado de saúde já estava comprometido. Iracema relatou que o irmão estava cadavérico, desidratado e tinha hematomas e ferimentos pelo corpo.
João Domingos da Silva morreu no Hospital Geral do Exército em 23 de setembro de 1969. O exame do cadáver, requisitado pelo DOPS ao IML/SP foi realizado por Octavio D'Andre e Orlando Brandão em 26 de setembro de 1969 e indica morte em decorrência de tiroteio.

## Comissão da Verdade do Estado de São Paulo Rubens Paiva
Em depoimento a Comissão da Verdade do Estado de São Paulo Rubens Paiva, presidida pelo deputado Adriano Diogo (PT), Ana Maria Gomes, na época cunhada de João Domingos, disse que "se tivesse sido tratado, ele sobreviveria, assim o descuido médico foi uma forma de tortura". Ana, que também militava contra a ditadura militar, relatou que quando foi presa um policial usou a morte de João como exemplo para amedronta-la, dizendo que ela também iria "apodrecer numa cama de hospital".
Ana e o irmão de João, Roque, exilaram-se no Chile e, depois do golpe militar no país, refugiaram-se na Suécia. O irmão caçula de João e Roque, José, também foi para o país, mas não conseguiu se recuperar do trauma da prisão, tornando-se dependente das drogas e morrendo de câncer aos 40 anos de idade. "São dívidas que a ditadura militar tem para com os brasileiros que dedicaram a vida à luta pela democracia", disse Ana.

## Homenagens
Em 2008, o então secretário especial de Direitos Humanos,Paulo Vannuchi, inaugurou em Osasco um memorial em homenagem a João Domingos da Silva, José Campos Barreto e Dorival Ferreira, todos mortes durante a ditadura militar no Brasil. A homenagem fazia parte do projeto Direito à Memória e à Verdade em parceria com o Sindicato dos Metalúrgicos e a Prefeitura de Osasco e integrou a programação da semana 1968 – Memórias de uma História de Luta. 